# أدوبي إنكور
البرنامج هو مجموعة من الأدوات لتأليف إسطوانات دي في دي وقرص مضغوط بالإضافة إلى تصدير ونشر ملفات إس دبليو إف على صفحات الويب ومن أدواته الرسم البياني، مُحرر عرض الشرائح وتوفير ثلاثة نماذج مختلفة لكل ملف (مشروع واحد)
كما وأطلقت شركة أدوبي أدوبي سيستمز برنامجاً جديداً هو إنكور دي في دي Encore DVD للتطبيقات المرتبطة بإعداد عروض الفيديو على الأقراص الرقمية دي في دي دي في دي وهو يناسب المستعملين المحترفين والهواة على حد سواء، كما أنه يشمل واجهة استعمال بينية سهلة الاستعمال وتقوم بمهام البرمجة الصعبة المقترنة بالأقراص الفيديوية.
يتضمن البرنامج أربعة جداول أساسية: الأول (بروجكت Project) حيث يتم تخزين مكونات الفيديو المستوردة. والثاني (منيو Menu)الذي يتضمن الأداة الخاصة بتحرير لائحة الخيارات Menu Editor، أما الجدول الثالث (تايم لاين Timeline) فإنه يشتمل على أداة متطورة لمراقبة المكونات والاطلاع عليها عن كثب، مع إمكانية إضافة المؤثرات الصوتية. وبالمقابل، فإن الجدول الرابع (ديسك Disc) مصمم لعمليات الإخراج النهائية، إضافة إلى خيارات التشفير المتعددة.
والجدير بالذكر أن برنامج أدوبي إنكور دي في دي يتضمن محركاً مدمجاً للشفرة ماين كونسبتسMain Concepts من أجل تنفيذ أعمال التحويل المعقدة والتي ترتبط خاصة بنظام ضغط الصور المتحركة والعروض الفيديوية أم بي إي جي إم بي إي جي، ونظام الصوت الرقمي دولبي دولبي لابوراتوريز يتطلب البرنامج سواقة أقراص صلبة لا تقل سعتها عن 10 جيغابايت، إضافة إلى جهاز متوافق لقراءة الأقراص الفيديوية علاوة على نظام التشغيل وندوز إكس بي ويندوز إكس بي

## متطلبات النظام
متطلبات برنامج أدوبي إنكور هي على النحو التالي:
| المعالج             | 1.4 غيغاهرتز x64 أو معالج إيتانيوم 2 |
| الذاكرة             | 512 ميغابايت من ذاكرة الوصول العشوائي (قد يحد من الأداء وبعض الميزات) الحد الأقصى : 8 جيجابايت من ذاكرة الوصول العشوائي (مؤسسة)، و32 جيجابايت من ذاكرة الوصول العشوائي (قياسي)، أو 2 تيرابايت من ذاكرة الوصول العشوائي (المشاريع ومراكز البيانات وأنظمة المستندة إلى إيتانيوم) |
| العرض               | Super VGA (800 x 600) |
| متطلبات مساحة القرص | الحد الأدنى : 200 ميغابايت أو أكثر |
| أخرى                | محرك أقراص دي في دي، لوحة المفاتيح والفأرة، والوصول إلى الإنترنت |

## وصلات خارجية
- الموقع الرسمي